# 喬夫尼齊亞
50°54′40″N 25°28′58″E / 50.91111°N 25.48278°E
喬夫尼齊亞（烏克蘭語：Човниця），是烏克蘭的村落，位於該國西部沃倫州，由盧茨克區負責管轄，始建於1859年，面積1.34平方公里，海拔高度186米，2001年人口413，人口密度每平方公里307.98人。